# Буда (Житковичский район)
Буда (бел. Буда) — деревня в Морохоровском сельсовете Житковичского района Гомельской области Беларуси.
На востоке граничит с лесом.

## Административное устройство
До 11 января 2023 года входила в состав Дяковичского сельсовета. В связи с объединением Морохоровского и Дяковичского сельсоветов Житковичского района Гомельской области в одну административно-территориальную единицу — Морохоровский сельсовет, включена в состав Морохоровского сельсовета.

## География

### Расположение
В 63 км на северо-восток от Житковичей, 38 км от железнодорожной станции Старушки (на линии Лунинец — Калинковичи), 296 км от Гомеля.

## Транспортная сеть
Транспортные связи по просёлочной, затем автомобильной дороге Морохорово — Любань. Планировка состоит из короткой прямолинейной, близкой к меридиональной ориентации улицы, к которой с востока и запада присоединяются переулки, на востоке от основной проходит прямолинейная, короткая, почти меридиональной ориентации улица. Застройка деревянная, усадебного типа.

## История
Основана в начале XX века как поместье Буда Дяковичская. В 1917 году в Дяковичской волости Мозырского уезда Минской губернии. В 1930 году организован колхоз «Новая Буда», работала кузница. Во время Великой Отечественной войны действовала подпольная организация. Немецкие оккупанты в марте 1943 года сожгли деревню и убили 48 жителей; 11 жителей погибли на фронтах. Согласно переписи 1959 года в составе колхоза «Октябрь» (центр — деревня Дяковичи).

## Население

### Численность
- 2004 год — 34 хозяйства, 49 жителей.

### Динамика
- 1921 год — 191 житель.
- 1940 год — 87 дворов 348 жителей.
- 1959 год — 295 жителей (согласно переписи).
- 2004 год — 34 хозяйства, 49 жителей.